# La guerre, c'est la guerre
La guerre, c'est la guerre est un roman de Yves Gibeau publié en 1961 aux éditions Calmann-Lévy.

## Résumé
L'action du roman se passe en France, sur le front nord-est, au cours de la période appelée la drôle de guerre, de septembre 1939 à mai 1940.
Michel Scalby, écrivain spécialisé dans l'archéologie et l'architecture est mobilisé dans le train, donc à l'arrière du front, pour une guerre à laquelle lui-même et ses congénères ne croient guère. La perte de sa liberté, la promiscuité avec des camarades et des supérieurs de piètre niveau intellectuel, la discipline à laquelle il est contraint d'obéir et qu'il juge d'une autre époque (celle de la précédente guerre mondiale et ses exécutions d'insubordonnés), le conflit qui ne le concerne pas et sa récente relation amoureuse lui font remâcher des griefs et l'animent du désir de fuir…

## Éditions
- Éditions Calmann-Lévy, 1961, 381 p., 21 cm[1]
- coll. Le Livre de poche, no 3325, 1972, 447 p., 17 cm[2]
- coll. Presses Pocket, no 2668, 1986, 377 p.,  (ISBN 2-266-01765-9)[3]